# PRISONER OF LOVE (UP-BEATの曲)
「PRISONER OF LOVE」(プリズナー オブ ラブ)は、UP-BEATの3枚目のシングルである。

## 解説
VANITYまでアコースティックギターを演奏していた広石武彦に代わり、岩永凡がアコースティックギターを演奏した。広石武彦の衣装は青いロングジャケットスーツで、デビュー以来の青いジャケット衣装はここまで。1987年1月27日、2月14日渋谷公会堂のライブではメインで使用されキャピタゴン（ビクターインビテーションのビデオコンサートシリーズ）リアルビートシーン2（リアルビートシーン1のアンコールオンエア）にも収録された。

## 収録曲
| 全作曲: 広石武彦。 |                      |          |            |                   |      |
| #                  | タイトル             | 作詞     | 作曲・編曲 | 編曲              | 時間 |
| 1.                 | 「PRISONER OF LOVE」 | Sage Uwe | 広石武彦   | UP-BEAT           | 4:03 |
| 2.                 | 「Lost Affection」   | 広石武彦 | 広石武彦   | UP-BEAT・是永巧一 | 4:04 |